# Двораковский, Вячеслав Викторович
Вячесла́в Ви́кторович Дворако́вский (род. 14 августа 1949, пос. Черлак, Омская область) — российский политический деятель. Мэр города Омска с 17 июня 2012 по 19 июля 2017 года.

## Биография
В 1966 году окончил Черлакскую среднюю школу № 1. Служил в войсках связи водителем. В 1970 году переехал в Омск.
В августе 1970 года поступил на дневное отделение факультета «Автоматика и телемеханика» Омского института инженеров железнодорожного транспорта, затем продолжил учебу в Сибирском автомобильно-дорожном институте (СибАДИ).
С января 1974 по июль 1984 года работал в Омском обкоме ВЛКСМ, в штабе студенческих отрядов — в должности инструктора, начальника штаба, комиссара, а позже возглавил областной студенческий отряд.
С июля 1984 по октябрь 1987 года — главный инженер треста «Омскагропромспецмонтаж».
В октябре 1987 года был направлен переводом на работу в областной комитет партии инструктором строительного отдела.
В ноябре 1988 года переведён на должность заместителя директора Сибзавода им. Борцов революции, где проработал до февраля 1991 года.
С февраля 1991 по март 2012 года — работал главным инженером НПО «Мостовик».
Избирался депутатом Омского городского Совета всех созывов.
16 марта 2012 года был избран председателем Омского городского совета. А 17 июня 2012 года был избран мэром города Омска.

## Критика
25 апреля 2013 года президент России Владимир Путин во время «прямой линии» назвал Двораковского «поросёнком» за отказ принять пенсионерку. Как позже выяснилось, задавшая вопрос пенсионерка всё же была на приёме у мэра, вопреки сказанному на «прямой линии».
Двораковский не вернулся в Омск из Чехии после ЧП на Иртыше в августе 2013 года, где проводил отпуск, по его собственным словам, так как не смог прервать лечение, разрешение на это ему дал губернатор региона. Этичность поведения Двораковского планировали рассмотреть в региональном отделении партии «Единая Россия», членом которой является мэр.
30 апреля 2016 года во время звонка пранкеров Лексуса и Вована в эфире программы «Звонок» на телеканале НТВ губернатор Омской области Виктор Назаров резко раскритиковал Двораковского за бездеятельность в отношении города и нежелание принимать помощь в критически важных коммунальных задачах. При этом Назаров подчеркнул, что нормального взаимодействия, без «войны», с мэром не получается даже при обоюдном стремлении к этому.

## Личная жизнь
Есть жена — Валентина Александровна, дочь Ирина и сын Сергей. Имеет двух внуков.